# Zespół Szkół Ekonomicznych im. Jana Pawła II w Staszowie
Zespół Szkół Ekonomicznych im. Jana Pawła II w Staszowie – jedna z trzech staszowskich szkół ponadpodstawowych.

## Stan obecny
W roku szkolnym 2010/2011 w skład zespołu szkół wchodziły:
- Liceum Ogólnokształcące
- Technikum Ekonomiczne
- Technikum Handlowe
- Technikum Informatyczne
- Technikum Logistyczne
- Technikum Hotelarskie
- Technikum Organizacji Usług Gastronomicznych
- Technikum Obsługi Turystycznej
- Zasadnicza Szkoła Zawodowa